# Piotruś Pan (musical)
Piotruś Pan – musical wystawiany na deskach Teatru Muzycznego w Gdyni im. D. Baduszkowej, a kiedyś teatru Studio Buffo oraz Teatru Muzycznego Roma w Warszawie.
Premiera w Teatrze Roma – luty 2000.
Premiera w teatrze Studio Buffo – grudzień 2015.
Premiera w Teatrze Muzycznym w Gdyni – czerwiec 2016.

## Obsada
- Wojciech Paszkowski / Jakub Szydłowski – Pan Darling / Kapitan Hak
- Anna Frankowska – pani Darling
- Natasza Urbańska / Maria Tyszkiewicz / Natalia Kujawa – dorosła Wendy
- Weronika Stańkowska – Tygrysica z Lilią w Zębach
- Mariusz Czajka – Sznaps
- Radosław Maciński – Wódz Olbrzymia Panter Mniejsza
- Leon Natan-Paszek – Piotruś Pan
- Amelia Kaczmarczyk / Natalia Turzyńska – Wendy
- Klementyna Karnkowska – Jane
- Mateusz Łukaszewicz / Antoni Ochociński – Jaś
- Igor Grabowski – Miś
- Krzysztof Grabowski – Dubel
- Igor Grabowski / Michał Tyc / Jakub Rutkowski – Powtórka
- Kuba Laskowski – Trombal
- Stanisław Pawłowski / Michał Tyc – Rybol
- Stanisław Pawłowski – Szpic
- Aro – Nana

Indianie/Piraci/Chór:
- Katarzyna Granecka
- Natalia Kujawa
- Mariola Napieralska
- Agata Nowakowska
- Aleksandra Popławska
- Iga Ryś
- Iga Marszałek
- Natalia Srokocz
- Maria Tyszkiewicz
- Elżbieta Wilczyńska
- Aleksandra Zawadzka
- Artur Chamski
- Błażej Ciszek
- Jerzy Grzechnik
- Mateusz Jakubiec
- Marcin Tyma
- Dominik Ochociński
- Sebastian Lubański
- Paweł Orłowski
- Łukasz Trautsolt

Wcześniejsza obsada:
- Edyta Geppert – Pani Darling
- Justyna Sieńczyłło – Pani Darling
- Anna Frankowska – Pani Darling
- Wojciech Paszkowski – Pan Darling/Kapitan Hak
- Wiktor Zborowski – Pan Darling/Kapitan Hak
- Sebastian Konrad – Pan Darling/Kapitan Hak
- Mariusz Czajka – Sznaps
- Piotr Loretz – Sznaps
- Sławomir Orzechowski – Sznaps
- Zuzanna Madejska – Wendy
- Alicja Janosz – Wendy
- Monika Malec – Wendy
- Tomasz Kaczmarek – Piotruś
- Marcin Sójka – Piotruś
- Katarzyna Groniec – Dorosła Wendy
- Anna Frankowska – Dorosła Wendy
- Katarzyna Łaska – Dorosła Wendy
- Joanna Sobczak – Jane, córka Wendy
- Tadeusz Woszczyński – Wódz Indian
- Krystyna Starościk – Żona Wodza Indian / Liza
- Natasza Urbańska – Tygrysica Lilia
- Natalia Rybicka – Tygrysica Lilia
- Mateusz Maksiak – Mio
- Aleks Jenkins – Janek
- Bartosz Kańtoch – Janek
- Elżbieta Fuglewicz – Liza